# Ryan Carter
Ryan Michael Carter, född 3 augusti 1983 i White Bear Lake, Minnesota, är en amerikansk före detta professionell ishockeyforward.
Han spelade under sin karriär på NHL-nivå för Minnesota Wild, New Jersey Devils, Florida Panthers, Carolina Hurricanes och Anaheim Ducks och på lägre nivåer för Iowa Wild och Portland Pirates i AHL, Minnesota State Mavericks (Minnesota State University Mankato) i NCAA och Green Bay Gamblers i USHL.
Carter blev aldrig draftad av någon NHL-organisation.
Han vann Stanley Cup med Anaheim Ducks för säsongen 2006-2007.
Han pensionerade sig den 12 september 2017.

## Statistik
| 2001–2002   | Green Bay Gamblers        | USHL        | 1   | 0  | 0  | 0  | 2   | —  | — | — | —  | —  |
| 2002–2003   | Green Bay Gamblers        | USHL        | 55  | 19 | 17 | 36 | 94  | —  | — | — | —  | —  |
| 2003–2004   | Green Bay Gamblers        | USHL        | 59  | 22 | 23 | 45 | 131 | —  | — | — | —  | —  |
| 2004–2005   | Minnesota State Mavericks | NCAA        | 37  | 15 | 8  | 23 | 44  | —  | — | — | —  | —  |
| 2005–2006   | Minnesota State Mavericks | NCAA        | 39  | 19 | 16 | 35 | 71  | —  | — | — | —  | —  |
| 2006–2007   | Anaheim Ducks             | NCAA        | —   | —  | —  | —  | —   | 4  | 0 | 0 | 0  | 0  |
|             | Portland Pirates          | AHL         | 76  | 16 | 20 | 36 | 85  | —  | — | — | —  | —  |
| 2007–2008   | Anaheim Ducks             | NHL         | 34  | 4  | 4  | 8  | 36  | 6  | 0 | 0 | 0  | 6  |
|             | Portland Pirates          | AHL         | 70  | 31 | 31 | 62 | 87  | —  | — | — | —  | —  |
| 2008–2009   | Anaheim Ducks             | NHL         | 48  | 3  | 6  | 9  | 52  | 10 | 2 | 3 | 5  | 0  |
| 2009–2010   | Anaheim Ducks             | NHL         | 38  | 4  | 5  | 9  | 31  | —  | — | — | —  | —  |
| 2010–2011   | Anaheim Ducks             | NHL         | 18  | 1  | 2  | 3  | 22  | —  | — | — | —  | —  |
|             | Carolina Hurricanes       | NHL         | 32  | 0  | 3  | 3  | 22  | —  | — | — | —  | —  |
|             | Florida Panthers          | NHL         | 12  | 2  | 1  | 3  | 22  | —  | — | — | —  | —  |
| 2011–2012   | Florida Panthers          | NHL         | 7   | 0  | 0  | 0  | 6   | —  | — | — | —  | —  |
|             | New Jersey Devils         | NHL         | 65  | 4  | 4  | 8  | 84  | 23 | 5 | 2 | 7  | 32 |
| 2012–2013   | New Jersey Devils         | NHL         | 44  | 6  | 9  | 15 | 31  | —  | — | — | —  | —  |
| 2013–2014   | New Jersey Devils         | NHL         | 62  | 7  | 3  | 10 | 35  | —  | — | — | —  | —  |
| 2014–2015   | Minnesota Wild            | NHL         | 53  | 3  | 10 | 13 | 55  | 1  | 0 | 0 | 0  | 0  |
| 2015–2016   | Minnesota Wild            | NHL         | 60  | 7  | 5  | 12 | 48  | 2  | 0 | 0 | 0  | 10 |
| 2016–2017   | Iowa Wild                 | AHL         | 18  | 1  | 2  | 3  | 25  | —  | — | — | —  | —  |
| NHL totalt  | NHL totalt                | NHL totalt  | 473 | 41 | 52 | 93 | 444 | 46 | 7 | 5 | 12 | 48 |
| AHL totalt  | AHL totalt                | AHL totalt  | 107 | 20 | 24 | 44 | 148 | —  | — | — | —  | —  |
| NCAA totalt | NCAA totalt               | NCAA totalt | 76  | 34 | 24 | 58 | 115 | —  | — | — | —  | —  |
| USHL totalt | USHL totalt               | USHL totalt | 115 | 41 | 40 | 81 | 227 | —  | — | — | —  | —  |